# Люзнак (футбольный клуб)
«Люзнак» (фр. Union Sportive de Luzenac) — французский футбольный клуб из коммуны Люзнак. Клуб был основан в 1936 году, домашние матчи проводит на стадионе «Стад де Курбе» в городе Фуа. На данный момент команда выступает во французской Лиге 3.

## Достижения
- Чемпион Любительского чемпионата Франции (1): 2009
- Чемпион CFA2 Группа E (1): 2005
- Чемпион D4 Группа G (1): 1980
- Чемпион DH Пиренеи (3): 1971, 1985, 2000
- Обладатель Кубка дю Миди (1): 1992
- Обладатель Кубка Арьеж (2): 2007, 2008